# Kunihiko Kasahara
Kunihiko Kasahara (笠原 邦彦?, Kasahara Kunihiko; 1941) è un importante maestro origami giapponese.
Ha creato centinaia di modelli, dalla semplice maschera di leone a complessi origami modulari, come il piccolo dodecaedro stellato. Non è un autore specializzato in modelli eccessivamente complessi ma preferisce gli animali e i poliedri modulari. Ha scritto numerosi libri, tra cui Origami Omnibus che raccoglie molti dei suoi modelli.